# Kylian Mbappé
Kylian Sanmi Mbappé Lottin (* 20. prosince 1998 Paříž) je francouzský profesionální fotbalista, který hraje na pozici útočníka či křídelníka za španělský klub Real Madrid CF a za francouzský národní tým, se kterým v roce 2018 vyhrál mistrovství světa v Rusku. Je považován za jednoho z nejlepších hráčů na světě a proslul svými driblérskými schopnostmi, výjimečnou rychlostí a zakončením.
Pro vyspělou míčovou techniku a schopnost proměňovat brankové příležitosti bývá označován za mimořádný talent a  nástupce Thierryho Henryho.

## Klubová kariéra

### AS Monaco
Mbappé je odchovancem francouzského klubu AS Bondy, odkud v roce 2013 zamířil do akademie AS Monaco FC.

#### Sezóna 2015/16
V říjnu 2015 povolal Mbappého trenér Leonardo Jardim do A-týmu. V dresu Monaka debutoval o dva měsíce později, 2. prosince 2015, při domácí remíze 1:1 v Ligue 1 proti Caen, když po 88 minutách nahradil Fábia Coentrãoa. Stal se tak nejmladším hráčem Monaka v historii, když mu bylo 16 let a 347 dní, čímž překonal 21 let starý rekord Thierryho Henryho.
Dne 20. února 2016 vstřelil Mbappé svůj první gól, a to při domácím ligovém utkání proti Troyes; ve věku 17 let a 62 dní se stal nejmladším střelcem v historii Monaka, když překonal opět Henryho rekord. Dne 6. března 2016 podepsal svou první profesionální smlouvu do června 2019. Vadim Vasiljev, viceprezident AS Monaco, v rozhovoru pro CNN uvedl, že už dávno ví, že Mbappé je „fenomén“.

#### Sezóna 2016/17
Mbappé vstřelil 14. prosince 2016 první hattrick ve své kariéře při výhře 7:0 nad Rennes v osmifinále Coupe de la Ligue. 11. února 2017 vstřelil Mbappé při domácím vítězství 5:0 nad Metz první hattrick v Ligue 1 ve své kariéře. Ve svých 18 letech a dvou měsících se stal nejmladším hráčem, který vstřelil hattrick v Ligue 1 od roku 2005, kdy se to povedlo Jérémymu Ménezovi v dresu Sochaux.
21. února vstřelil Mbappé ve 40. minutě utkání osmifinále Ligy mistrů proti Manchesteru City svůj první gól v evropských pohárech a stal se po Karimu Benzemovi druhým nejmladším francouzským střelcem v historii Ligy mistrů. Ve čtvrtfinále proti Borussii Dortmund vstřelil Mbappé dva góly a pomohl Monaku k výhře 3:2. V odvetném zápase Mbappé otevřel skóre, Monako vyhrálo 3:1 a postoupilo do semifinále. Monako bylo v semifinále Ligy mistrů vyřazeno Juventusem, přičemž Mbappé vstřelil jediný gól Monaka při celkovém skóre 1:4 a stal se nejmladším hráčem, který skóroval v semifinále soutěže. Sezonu 2016/17 zakončil Mbappé s 26 góly ze 44 zápasů ve všech soutěžích a pomohl Monaku k zisku titulu v Ligue 1 a byl zvolen nejlepším mladým hráčem sezóny.

### Paris Saint Germain

#### Sezóna 2017/18: Rekordní přestup a „Treble“
Dne 31. srpna 2017, v poslední den letního přestupního období, odešel z AS Monako na hostování do francouzského klubu Paris Saint-Germain FC, součástí byla opce na trvalý přestup za 180 milionů eur.
Při svém debutu 8. září skóroval při výhře Ligue 1 5:1 v Métách. O čtyři dny později Mbappé zaznamenal svůj první evropský gól v týmu Les Parisiens, a to při výhře 5:0 nad Celticem. Zaskvěl se při vítězství PSG 3:0 nad německým Bayernen Mnichov ve druhém zápase skupiny Ligy mistrů, když připravil góly pro Edinsona Cavaniho a Neymara. 6. prosince Mbappé vstřelil svůj 10. gól v Lize mistrů při prohře 3 : 1 s Bayern Mnichov a stal se nejmladším hráčem, který dosáhl tuto hranici ve věku 18 let a 11 měsíců. Po získání svého prvního ligového titulu s Paris Saint-Germain vyhrál Mbappé s klubem také Coupe de France, když ve finále porazili 2:0 Les Herbiers VF.

#### Sezóna 2018/19: Hráč roku v Ligue 1
Mbappé ve svém prvním utkání v sezóně 2018/19 dvakrát skóroval a to v posledních 10 minutách zápasu, když PSG vyhrálo proti Guingamp 3:1. V následujícím ligovém zápase skóroval při domácím vítězství nad Angers 3:1. 1. září skóroval a asistoval při výhře hostí 4:2 nad Nîmes, ale poprvé v kariéře byl vyloučen poté, co zezadu strčil do Téji Savaniera. Mbappé po zápase řekl reportérům: „Kdybych měl možnost to zopakovat, udělal bych to samé. Omlouvám se příznivcům i všem, ale nemohu to tolerovat něco takového.“
Dne 8. října Mbappé vstřelil čtyři góly za 13 minut při domácím vítězství 5:0 nad Lyonem a stal se nejmladším hráčem (19 let a 9 měsíců), který vstřelil čtyři góly v jednom zápase v Ligue 1 za posledních 45 sezón. 3. prosince se Mbappé stal vítězem Kopa Trophy, která je udělována nejlepšímu hráči světa do 21 let.
Mbappé byl 19. ledna 2019 jedním ze dvou hráčů PSG (druhým byl Cavani), který zaznamenal hattrick při výhře 9:0 nad Guingamp. 2. března dvakrát skóroval při výhře 2:1 nad Caen; jeho druhý gól byl zároveň jeho 50. gólem v PSG. 12. března 2019 vstřelil druhý gól při výhře hostí 0:4 proti Dijonu FCO v Ligue 1. PSG ukončil sezónu jako šampion Ligue 1, Mbappé vyhrál cenu pro nejlepšího hráče roku, a zároveň ukončil sezónu jako nejlepší ligový střelec s 33 brankami.

#### Sezóna 2019/20
Mbappé 3. srpna skóroval při výhře 2:1 nad Rennes ve francouzském superpoháru 2019. 22. října zaznamenal hattrick při venkovní výhře 5:0 nad belgickým Club Brugge KV v Lize mistrů; ve věku 20 let a 306 dní se stal nejmladším hráčem, který kdy v soutěži vstřelil alespoň 15 gólů.
Na půdě jiného aspiranta na titul, celku Olympique Lyon, vstřelil Mbappé 21. března první a čtvrtý gól při výhře PSG 4:2. Dosáhl tak mety stovky gólů v Ligue 1 (16 za Monako a 84 za PSG). Po 70 minutách preventivně střídal a nahradil jej Neymar. 1. května 2020 bylo PSG korunováno mistrem Ligue 1 poté, co byla sezóna předčasně ukončena kvůli pandemii covidu-19. V době předčasného pozastavení ligy bylo PSG na prvním místě s dvanáctibodovým náskokem před druhou Marseille.
Mbappé zakončil sezónu 2019/20 jako nejlepší střelec Ligue 1 s 18 góly, společně s Wissamem Ben Yedderem z Monaka. S Paris-Saint Germain v sezóně ovládl i Coupe de France a Coupe de la Ligue. PSG 23. srpna prohrálo ve finále Ligy mistrů s Bayernem Mnichov 1:0.

#### Sezóna 2020/21
Ve 13. kole ligy na půdě Montpellieru 5. prosince 2020 dal gól na konečných vítězných 3:1, a připsal si tak svou stou trefu za pařížský klub a stal se tak teprve pátým hráčem, kterému se to v pařížském klubu podařilo. Stal se také nejmladším hráčem v historii Ligy mistrů, který dosáhl dvaceti gólů (i když tento rekord později v téže sezóně překonal Erling Haaland).
Dne 16. února 2021 se Mbappé stal po Faustinu Asprillovi a Andrijovi Ševčenkovi teprve třetím hráčem, který v Lize mistrů vstřelil hattrick proti Barceloně, a to při výhře PSG 4:1 v osmifinále soutěže. Mbappé svým hattrickem zároveň překonal Pauletu, který vstřelil 109 gólů, a stal se třetím nejlepším střelcem historie PSG, více branek za klub nastříleli pouze Cavani (200) a Zlatan Ibrahimović (156). Ve druhém zápase proti Barceloně 10. března Mbappé skóroval z pokutového kopu a zápas skončil 1:1. Jeho tým postoupil do čtvrtfinále s celkovým skóre 5:2. Mbappého penalta byla jeho 25. gólem v Lize mistrů, čímž překonal Lionela Messiho jako nejmladší hráč, který dosáhl tohoto milníku ve věku 22 let a 80 dní. K hattricku z prvního zápasu se Mbappé navíc stal prvním hráčem, který v jedné sezoně Ligy mistrů vstřelil Barceloně čtyři góly.
PSG později postoupilo do semifinále, kde bylo nakonec vyřazeno Manchesterem City. 19. května si Mbappé ve finále Coupe de France proti Monaku připsal jeden gól a jednu asistenci při výhře 2:0. Tuto sezónu v Ligue 1 zakončil s 27 góly, čímž se stal potřetí za sebou nejlepším střelcem, PSG se ale nepodařilo získat ligový titul - bylo to poprvé v Mbappého kariéře, kdy nevyhrál Ligue 1. Mbappé zakončil sezonu ziskem ocenění pro nejlepšího hráče Ligue 1.

#### Sezóna 2021/22
V sezóně 2021/22 byl Mbappé hlavní hybnou silou Paris Saint-Germain v návratu na francouzský ligový trůn. 12. prosince se dvakrát prosadil v ligovém zápase proti Monaku, a zaokrouhlil tak počet ligových branek za pařížský velkoklub na 100. Dne 29. dubna 2022 se dvěma góly do sítě Štrasburku stal druhým nejlepším ligovým střelcem v historii PSG, když se dostal na metu 115 branek a osamostatnil se od Zlatana Ibrahimoviće. Vícekrát se za Pařížany prosadil už jen Edinson Cavani. Pařížský klub vyrovnal rekord 10 titulů držený dosud dvěma dalšími kluby. Potřetí za sebou byl Mbappé vyhlášen nejlepším hráčem Ligue 1. Po sezóně měla vypršet jeho smlouva.
V součtu gólů a asistencí za francouzskou reprezentaci a PSG se dostal v sezóně 2021/22 na číslo 74. Původní rekordní francouzský počin Thierryho Henryho (68 bodů ze sezony 2002/2003) tak vylepšil o šest záznamů.
Původní kontrakt Mbappého měl vypršet po sezoně a předpokládalo se, že zamíří do Realu Madrid, nakonec však dohodu se španělským klubem zrušil a prodloužil s PSG, se kterým podepsal lukrativní tříletou smlouvu. Podle nepotvrzených zpráv se mělo jednat o roční čistý plat ve výši 100 milionů eur, bonus 300 milionů eur za podpis a rovněž právo mluvit do výběru posil anebo trenéra.

#### Sezóna 2022/23
Dne 11. října 2022 proměnil Mbappé penaltu při domácí remíze 1:1 v Lize mistrů proti Benfice a s 31 góly se stal historicky nejlepším střelcem PSG v evropských soutěžích. 23. ledna 2023 se Mbappé stal prvním hráčem PSG, který vstřelil pět gólů v jednom zápase, a to při výhře 7:0 nad Pays de Cassel ve 4. kole Coupe de France. 26. února vstřelil Mbappé dva góly při výhře 3:0 nad Marseille a stal se tak s 200 góly historicky nejlepším střelcem klubu, když vyrovnal rekord Edinsona Cavaniho. V následujícím zápase, v němž PSG zvítězilo 4:2 nad Nantes, vstřelil svůj 201. gól v dresu PSG a stal se tak nejlepším střelcem klubu. Ligovou sezónu zakončil 29 góly a stal se tak popáté v řadě nejlepším ligovým střelcem a pomohl PSG k zisku 11. titulu v Ligue 1. Mbappé počtvrté za sebou získal ocenění pro nejlepšího hráče Ligue 1.
Dne 13. června 2023 Mbappé prostřednictvím oficiálního prohlášení potvrdil své rozhodnutí neprodloužit smlouvu s PSG, která měla vypršet v červnu 2024. Po sezoně 2023/24 by tak mohl odejít zdarma. Vedení týmu v reakci prohlásilo, že Mbappé musí s Paris St. Germain podepsat novou smlouvu, pokud chce v klubu zůstat. Vedení týmu svou největší hvězdu vynechalo z nominace na předsezonní turné do Asie a přiživilo spekulace, že se ji pokusí před startem ročníku prodat.
Média dlouhodobě spekulovala především o zájmu Realu Madrid, 24. července se ale do hry vložil saúdský Al Hilal FC, který poslal Paris Saint-Germain rekordní nabídku ve výši 300 milionů eur. Mbappé se však se zástupci saúdskoarabského klubu odmítl v Paříži sejít.

### Real Madrid
Dne 2. června 2024 bylo prozrazeno, že Mbappé podepsal kontrakt s Realem Madrid, ale oficiální oznámení bylo oznámeno další den 3. června 2024, kdy Mbappé s klubem podepsal 5letý kontrakt.
10. července Real Madrid oznámil, že Mbappého uvítací ceremoniál se bude konat 16. července na Santiago Bernabéu. Později téhož dne obdržel dres s číslem 9 a stal se prvním hráčem Realu Madrid, který toto číslo nosil od Karima Benzemy. 16. července byl Mbappé odhalen jako nový hráč Realu Madrid na Santiago Bernabéu. Přišlo se podívat 80 000 diváků, což je stejný počet jako na uvítací ceremoniál Cristiana Ronalda v roce 2009.

## Reprezentační kariéra
Mbappé reprezentoval Francii v kategoriích U17 a U19.
Hrál na Mistrovství Evropy ve fotbale hráčů do 19 let 2016, kde k zisku zlatých medailí pro Francii přispěl pěti brankami a byl tak druhým nejlepším střelcem turnaje.
V A-mužstvu francouzské reprezentace debutoval 25. března 2017 v utkání kvalifikace na mistrovství světa v Lucemburku proti Lucembursku, které Francouzi vyhráli 3:1, když v 78. minutě střídal Dimitri Payeta.
V září 2020 u něj byla potvrzena nákaza nemocí covid-19, kvůli níž musel následně vynechat utkání Ligy národů proti Chorvatsku.
Mbappé na Mistrovství světa 2022 v Kataru vstřelil jako druhý hráč v historii ve finále hattrick, odtud si odnášel jen stříbrnou medaili a ocenění za nejlepšího střelce mistrovství.

## Osobní život
Pochází ze sportovní rodiny, jeho otec Wilfried Mbappé, student sportovní školy z Kamerunu, byl hráčem a trenérem místního klubu AS Bondy, matka Fayza, rozená Lamari, pochází z Alžírska a hrála házenou. Má bratra, který se jmenuje Ethan Mbappé. Profesionálním fotbalistou je i jeho nevlastní bratr Jirès Kembo-Ekoko.

## Statistiky

### Klubová
K 7. dubnu 2021
| Klub                        | Sezóna  | Liga    | Liga   | Liga | Národní pohár | Národní pohár | Ligový pohár | Ligový pohár | Evropský pohár | Evropský pohár | Ostatní | Ostatní | Celkem | Celkem |
| Klub                        | Sezóna  | Liga    | Zápasy | Góly | Zápasy        | Góly          | Zápasy       | Góly         | Zápasy         | Góly           | Zápasy  | Góly    | Zápasy | Góly   |
| --------------------------- | ------- | ------- | ------ | ---- | ------------- | ------------- | ------------ | ------------ | -------------- | -------------- | ------- | ------- | ------ | ------ |
| Monaco                      | 2015/16 | Ligue 1 | 11     | 1    | 1             | 0             | 1            | 0            | 1              | 0              | —       | —       | 14     | 1      |
| Monaco                      | 2016/17 | Ligue 1 | 29     | 15   | 3             | 2             | 3            | 3            | 9              | 6              | —       | —       | 44     | 26     |
| Monaco                      | 2017/18 | Ligue 1 | 1      | 0    | —             | —             | —            | —            | —              | —              | 1       | 0       | 2      | 0      |
| Monaco                      | Celkem  | Celkem  | 41     | 16   | 4             | 2             | 4            | 3            | 10             | 6              | 1       | 0       | 60     | 27     |
| Paris Saint-Germain (host.) | 2017/18 | Ligue 1 | 27     | 13   | 5             | 4             | 4            | 0            | 8              | 4              | —       | —       | 44     | 21     |
| Paris Saint-Germain         | 2018/19 | Ligue 1 | 29     | 33   | 4             | 2             | 2            | 0            | 8              | 4              | 0       | 0       | 43     | 39     |
| Paris Saint-Germain         | 2019/20 | Ligue 1 | 20     | 18   | 3             | 4             | 3            | 2            | 10             | 5              | 1       | 1       | 37     | 30     |
| Paris Saint-Germain         | 2020/21 | Ligue 1 | 26     | 20   | 3             | 4             | —            | —            | 8              | 8              | 1       | 0       | 38     | 32     |
| Paris Saint-Germain         | Celkem  | Celkem  | 102    | 84   | 15            | 15            | 9            | 2            | 34             | 21             | 2       | 1       | 162    | 122    |
| Celkem                      | Celkem  | Celkem  | 143    | 100  | 19            | 16            | 13           | 5            | 44             | 27             | 3       | 1       | 222    | 149    |

### Reprezentační
K 8. červnu 2025.
| Francie | Francie | Francie |
| Rok     | Zápasy  | Góly    |
| ------- | ------- | ------- |
| 2017    | 10      | 1       |
| 2018    | 18      | 9       |
| 2019    | 6       | 3       |
| 2020    | 5       | 3       |
| 2021    | 14      | 8       |
| 2022    | 13      | 12      |
| 2023    | 9       | 10      |
| 2024    | 11      | 2       |
| 2025    | 4       | 2       |
| Celkem  | 90      | 50      |

#### Reprezentační gól
K zápasu odehranému 8. června 2025. Skóre a výsledky Francie jsou vždy zapisovány jako první.
| Gól | Datum              | Místo                                                | Zápas | Soupeř                | Skóre | Výsledek            | Soutěž                                            |
| --- | ------------------ | ---------------------------------------------------- | ----- | --------------------- | ----- | ------------------- | ------------------------------------------------- |
| 1.  | 31. srpna 2017     | Stade de France, Saint-Denis, Francie                | 5.    | Nizozemsko            | 4:0   | 4:0                 | Kvalifikace na Mistrovství světa 2018             |
| 2.  | 27. března 2018    | Krestovskij stadion, Petrohrad, Rusko                | 12.   | Rusko                 | 1:0   | 3:1                 | Přátelský zápas                                   |
| 3.  | 27. března 2018    | Krestovskij stadion, Petrohrad, Rusko                | 12.   | Rusko                 | 3:1   | 3:1                 | Přátelský zápas                                   |
| 4.  | 9. června 2018     | Parc Olympique Lyonnais, Décines-Charpieu, Francie   | 15.   | USA                   | 1:1   | 1:1                 | Přátelský zápas                                   |
| 5.  | 21. června 2018    | Centrální stadion, Jekatěrinburg, Rusko              | 17.   | Peru                  | 1:0   | 1:0                 | Mistrovství světa ve fotbale 2018                 |
| 6.  | 30. června 2018    | Kazaňská aréna, Kazaň, Rusko                         | 19.   | Argentina             | 3:2   | 4:3                 | Mistrovství světa ve fotbale 2018                 |
| 7.  | 30. června 2018    | Kazaňská aréna, Kazaň, Rusko                         | 19.   | Argentina             | 4:2   | 4:3                 | Mistrovství světa ve fotbale 2018                 |
| 8.  | 15. července 2018  | Lužniki, Moskva, Rusko                               | 22.   | Chorvatsko            | 4:1   | 4:2                 | Mistrovství světa ve fotbale 2018                 |
| 9.  | 9. září 2018       | Stade de France, Saint-Denis, Francie                | 24.   | Nizozemsko            | 1:0   | 2:1                 | Liga národů UEFA 2018/19                          |
| 10. | 11. října 2018     | Stade de Roudourou, Guingamp, Francie                | 25.   | Island                | 2:2   | 2:2                 | Přátelský zápas                                   |
| 11. | 22. března 2019    | Stadion Zimbru, Kišiněv, Moldavsko                   | 29.   | Moldavsko             | 4:0   | 4:1                 | Kvalifikace na Euro 2020                          |
| 12. | 25. března 2019    | Stade de France, Saint-Denis, Francie                | 30.   | Island                | 3:0   | 4:0                 | Kvalifikace na Euro 2020                          |
| 13. | 11. června 2019    | Estadi Nacional, Andorra la Vella, Andorra           | 33.   | Andorra               | 1:0   | 4:0                 | Kvalifikace na Euro 2020                          |
| 14. | 5. září 2020       | Friends Arena, Solna, Švédsko                        | 35.   | Švédsko               | 1:0   | 1:0                 | Liga národů UEFA 2020/21                          |
| 15. | 7. října 2020      | Stade de France, Saint-Denis, Francie                | 36.   | Ukrajina              | 6:1   | 7:1                 | Přátelský zápas                                   |
| 16. | 14. října 2020     | Stadion Maksimir, Záhřeb, Chorvatsko                 | 38.   | Chorvatsko            | 2:1   | 2:1                 | Liga národů UEFA 2020/21                          |
| 17. | 2. června 2021     | Allianz Riviera, Nice, Francie                       | 43.   | Wales                 | 1:0   | 3:0                 | Přátelský zápas                                   |
| 18. | 7. října 2021      | Juventus Stadium, Turín, Itálie                      | 50.   | Belgie                | 2:2   | 3:2                 | Liga národů UEFA 2020/21                          |
| 19. | 10. října 2021     | San Siro, Milán, Itálie                              | 51.   | Španělsko             | 2:1   | 2:1                 | Liga národů UEFA 2020/21                          |
| 20. | 13. listopadu 2021 | Parc des Princes, Paříž, Francie                     | 52.   | Kazachstán            | 1:0   | 8:0                 | Kvalifikace na Mistrovství světa ve fotbale 2022  |
| 21. | 13. listopadu 2021 | Parc des Princes, Paříž, Francie                     | 52.   | Kazachstán            | 2:0   | 8:0                 | Kvalifikace na Mistrovství světa ve fotbale 2022  |
| 22. | 13. listopadu 2021 | Parc des Princes, Paříž, Francie                     | 52.   | Kazachstán            | 3:0   | 8:0                 | Kvalifikace na Mistrovství světa ve fotbale 2022  |
| 23. | 13. listopadu 2021 | Parc des Princes, Paříž, Francie                     | 52.   | Kazachstán            | 8:0   | 8:0                 | Kvalifikace na Mistrovství světa ve fotbale 2022  |
| 24. | 16. listopadu 2021 | Olympijský stadion, Helsinky, Finsko                 | 53.   | Finsko                | 2:0   | 2:0                 | Kvalifikace na Mistrovství světa ve fotbale 2022  |
| 25. | 29. března 2022    | Stade Pierre-Mauroy, Villeneuve-d'Ascq, Francie      | 54.   | Jihoafrická republika | 1:0   | 5:0                 | Přátelský zápas                                   |
| 26. | 29. března 2022    | Stade Pierre-Mauroy, Villeneuve-d'Ascq, Francie      | 54.   | Jihoafrická republika | 3:0   | 5:0                 | Přátelský zápas                                   |
| 27. | 10. června 2022    | Ernst-Happel-Stadion, Vídeň, Rakousko                | 56.   | Rakousko              | 1:1   | 1:1                 | Liga národů UEFA 2022/23                          |
| 28. | 22. září 2022      | Stade de France, Saint-Denis, Francie                | 58.   | Rakousko              | 1:0   | 2:0                 | Liga národů UEFA 2022/23                          |
| 29. | 22. listopadu 2022 | Al Janoub Stadium, Al Wakrah, Katar                  | 60.   | Austrálie             | 3:1   | 4:1                 | Mistrovství světa ve fotbale 2022                 |
| 30. | 26. listopadu 2022 | Stadium 974, Dauhá, Katar                            | 61.   | Dánsko                | 1:0   | 2:1                 | Mistrovství světa ve fotbale 2022                 |
| 31. | 26. listopadu 2022 | Stadium 974, Dauhá, Katar                            | 61.   | Dánsko                | 2:1   | 2:1                 | Mistrovství světa ve fotbale 2022                 |
| 32. | 4. prosince 2022   | Al Thumama Stadium, Dauhá, Katar                     | 63.   | Polsko                | 2:0   | 3:1                 | Mistrovství světa ve fotbale 2022                 |
| 33. | 4. prosince 2022   | Al Thumama Stadium, Dauhá, Katar                     | 63.   | Polsko                | 3:0   | 3:1                 | Mistrovství světa ve fotbale 2022                 |
| 34. | 18. prosince 2022  | Lusail Iconic Stadium, Lusail, Katar                 | 66.   | Argentina             | 1:2   | 3:3 (PP) (2:4 pen.) | Mistrovství světa ve fotbale 2022                 |
| 35. | 18. prosince 2022  | Lusail Iconic Stadium, Lusail, Katar                 | 66.   | Argentina             | 2:2   | 3:3 (PP) (2:4 pen.) | Mistrovství světa ve fotbale 2022                 |
| 36. | 18. prosince 2022  | Lusail Iconic Stadium, Lusail, Katar                 | 66.   | Argentina             | 3:3   | 3:3 (PP) (2:4 pen.) | Mistrovství světa ve fotbale 2022                 |
| 37. | 24. března 2023    | Stade de France, Saint-Denis, Francie                | 67.   | Nizozemsko            | 3:0   | 4:0                 | Kvalifikace na Mistrovství Evropy ve fotbale 2024 |
| 38. | 24. března 2023    | Stade de France, Saint-Denis, Francie                | 67.   | Nizozemsko            | 4:0   | 4:0                 | Kvalifikace na Mistrovství Evropy ve fotbale 2024 |
| 39. | 16. června 2023    | Estádio Algarve, Faro, Portugalsko                   | 69.   | Gibraltar             | 2:0   | 3:0                 | Kvalifikace na Mistrovství Evropy ve fotbale 2024 |
| 40. | 19. června 2023    | Stade de France, Saint-Denis, Francie                | 70.   | Řecko                 | 1:0   | 1:0                 | Kvalifikace na Mistrovství Evropy ve fotbale 2024 |
| 41. | 13. října 2023     | Johan Cruyff Arena, Amsterdam, Nizozemsko            | 72.   | Nizozemsko            | 1:0   | 2:1                 | Kvalifikace na Mistrovství Evropy ve fotbale 2024 |
| 42. | 13. října 2023     | Johan Cruyff Arena, Amsterdam, Nizozemsko            |       | Nizozemsko            | 2:0   | 2:1                 | Kvalifikace na Mistrovství Evropy ve fotbale 2024 |
| 43. | 17. října 2023     | Stade Pierre-Mauroy, Lille, Francie                  | 73.   | Skotsko               | 3:1   | 4:1                 | Přátelský zápas                                   |
| 44. | 18. listopadu 2023 | Allianz Riviera, Nice, Francie                       | 74.   | Gibraltar             | 4:0   | 14:0                | Kvalifikace na Mistrovství Evropy ve fotbale 2024 |
| 45. | 18. listopadu 2023 | Allianz Riviera, Nice, Francie                       | 74.   | Gibraltar             | 11:0  | 14:0                | Kvalifikace na Mistrovství Evropy ve fotbale 2024 |
| 46. | 18. listopadu 2023 | Allianz Riviera, Nice, Francie                       | 74.   | Gibraltar             | 12:0  | 14:0                | Kvalifikace na Mistrovství Evropy ve fotbale 2024 |
| 47. | 5. června 2024     | Stade Saint-Symphorien, Longeville-lès-Metz, Francie | 78.   | Lucembursko           | 3:0   | 3:0                 | Přátelský zápas                                   |
| 48. | 25. června 2024    | Signal Iduna Park, Dortmund, Německo                 | 81.   | Polsko                | 1:0   | 1:1                 | Mistrovství Evropy ve fotbale 2024                |
| 49. | 5. června 2025     | MHPArena, Stuttgart, Německo                         | 89.   | Španělsko             | 1:4   | 4:5                 | Liga národů UEFA 2024/25                          |
| 50. | 8. června 2025     | MHPArena, Stuttgart, Německo                         | 90.   | Německo               | 1:0   | 2:0                 | Liga národů UEFA 2024/25                          |

## Ocenění

### Klubové

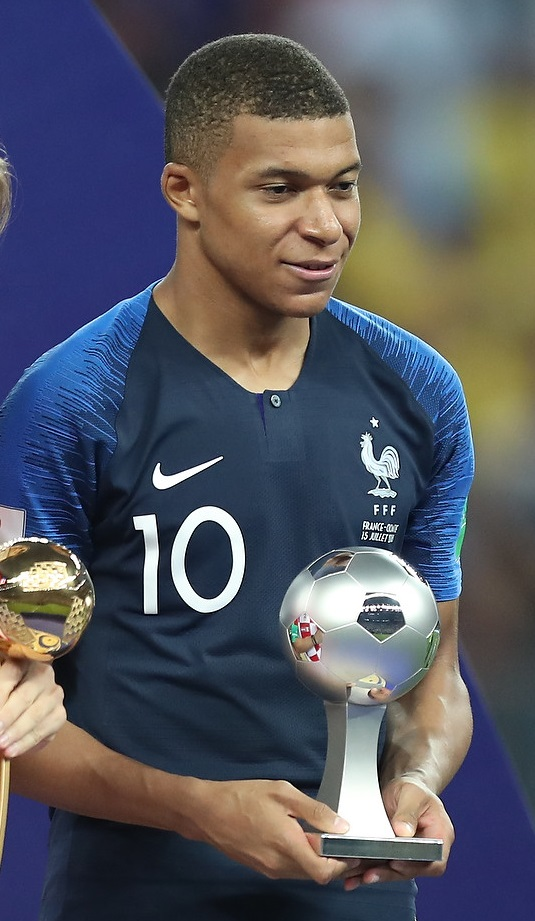
Mbappé s oceněním pro Nejlepšího mladého hráče Mistrovství světa 2018

#### Monaco
- Ligue 1: 2016/17[79]
- Coupe de la Ligue: 2016/17 (druhé místo)[80]

#### Paris Saint-Germain
- Ligue 1: 2017/18,[81] 2018/19,[82] 2019/20[83]
- Coupe de France: 2017/18,[84] 2019/20;[85] druhé místo: 2018/19[86]
- Coupe de la Ligue: 2017/18,[87] 2019/20[88]
- Trophée des champions: 2019,[89] 2020[90]
- Liga mistrů UEFA: 2019/20 (druhé místo)

### Reprezentační

#### Francie U19
- Mistrovství Evropy do 19 let: 2016[91]

#### Francie
- Mistrovství světa: 2018[92]

### Individuální
- Nejlepší jedenáctka turnaje Mistrovství Evropy do 19 let: 2016[93]
- Nejlepší hráč roku Ligue 1: 2018/19[94]
- Nejlepší mladý hráč roku Ligue 1: 2016/17,[95] 2017/18,[96] 2018/19[94]
- Tým roku Ligue 1 podle UNFP – 2016/17,[97] 2017/18,[98] 2018/19,[99] 2020/21[100]
- Nejlepší hráč měsíce Ligue 1: Duben 2017,[101] Březen 2018,[102] Srpen 2018,[103] Únor 2019,[104] Únor 2021[105]
- Sestava sezóny Ligy mistrů UEFA – 2016/17,[106] 2019/20,[107] 2020/21[108]
- Světová jedenáctka FIFA FIFPro – 2018,[109] 2019[110]
- Golden Boy: 2017[111]
- Ballon d'Or: 2017 (7. místo),[112] 2018 (4. místo),[113] 2019 (6. místo)[114]
- Nejlepší fotbalista FIFA: 2018 (4. místo), 2019 (6. místo)[115]
- Nejlepší fotbalista UEFA: 2017 (8. místo),[116] 2018 (6. místo),[117] 2020 (7. místo)[118]
- Nejlepší mladý hráč Mistrovství světa: 2018[119]
- Nejlepší jedenáctka Mistrovství světa podle fanoušků: 2018[120]
- Kopa Trophy: 2018[121]
- Francouzský fotbalista roku: 2018,[122] 2019[123]
- Nejlepší jedenáctka UEFA: 2018[124]
- Nejlepší střelec Ligue 1: 2018/19,[125] 2019/20[126]

## Kritika, kontroverze
Byl kritizován, že místo reprezentování své země v zápasech Ligy národů v říjnu 2024 byl na diskotéce ve Švédsku. Také byl ve Švédsku obviněn ze sexuálního napadení.